# Kosmaj
Kosmaj (kyrillisch: Космај) ist ein Berg in der Gemeinde Sopot im Bezirk Belgrad. Er hat eine Höhe von 628 Meter und ist der höchste Berg in der Nähe von Belgrad, aber einer der niedrigsten in der Region der Šumadija. Der Berg liegt etwa 35 km südlich von Belgrad und etwa 15 km westlich von Mladenovac. Er hat drei hervorstehende Gipfel, den Mali, den Goli und den Rutavi.
Der Berg ist dicht bewaldet und umringt von den Orten Sopot im Norden, Rogača im Westen, Velika Ivanča im Süden, Koraćica im Südosten und Nemenikuće im Nordosten. Am Berg in nordwestlicher Richtung liegt umringt vom Wald das Kloster Tresije aus dem 13. Jahrhundert. Seit 1970 steht hier das Gefallenendenkmal der Kosmaj-Partisanen.
Der Berg und seine unmittelbare Umgebung stehen seit dem Dezember 2005 unter Natur- und Landschaftsschutz.